# Hunding
Hunding település Németországban, azon belül Bajorországban. Lakosainak száma 1132 fő (2023. december 31.). Hunding Lalling, Grattersdorf és Schöfweg községekkel határos.

## Népesség
A település népessége az elmúlt években az alábbi módon változott:
| Lakosok száma | 736  | 1136 | 1007 | 1117 | 1162 | 1162 | 1182 | 1179 | 1131 | 1132 |
|               | 1875 | 1950 | 1975 | 1987 | 2012 | 2014 | 2016 | 2017 | 2021 | 2023 |